# チンギス・ハーン (テレビドラマ)
『チンギス・ハーン』（原題：成吉思汗）は、2004年の中華人民共和国のテレビドラマ。全30話。

## 概要
人類史上最大規模の世界帝国であるモンゴル帝国の基盤を築き上げた、チンギス・ハーンの生涯を描く中国・歴史ドラマ。2000年に製作開始された。

## あらすじ
12世紀後半、モンゴル高原周辺に広がる大平原には多くの部族が割拠していた。
中でも最も勢力を振るっていたケレイト族、メルキト族、タタール族、ナイマン族、モンゴル族の五大ウルスは、互いに従属することなく独立していた。さらに東アジア北部の金国は、五大ウルスを対立させ定期的な殺戮を行った。
そのため先祖代々の恨みが、草原の内外で果てしのない争いを引き起こしていた。

## スタッフ
- 監督：王文杰
- 脚本：兪智先、朱耀廷

## 主題歌
- エンディング：《伝説》

歌：騰格爾

## 登場人物・出演者
- テムジン：巴森

モンゴル帝国・初代皇帝。
- ホエルン：薩仁高娃（中国語版）

テムジンの母。
- ジャムカ：趙恒煊

テムジンの盟友（アンダ）。
- ボルテ：索利忠

テムジンの正室。
- イェスイ：鄭爽（中国語版）

テムジンの第二夫人。
- ジュチ：劉奕君（中国語版）

テムジンの長男。ジュチの子・バトゥがジョチ・ウルスを建国した。
- チャガタイ：姜涛

テムジンの次男。チャガタイ・ハン国を建国した。
- オゴタイ：呼和

テムジンの三男。後のモンゴル帝国・第2代皇帝。
- ツルイ：楊軍

テムジンの四男。モンゴル帝国・第5代皇帝フビライの父。ツルイの三男フレグはイル・ハン国を建国する。

## 各話タイトル
| 話数          | タイトル                                                 |
| ------------- | -------------------------------------------------------- |
| 第1話         | 鉄木真（テムジン） 誕生                                  |
| 第2話         | 也速該（イェスゲイ）の死                                 |
| 第3話         | 訶額侖（ホエルン）一家の苦難                             |
| 第4話         | 鉄木真（テムジン）の危機                                 |
| 第5話         | 蔑児乞（メルキト）族の襲撃                               |
| 第6話         | 孛児帖（ボルテ）、救出される                             |
| 第7話         | 十三翼の戦い                                             |
| 第8話         | 塔塔児（タタール）族を討つ                               |
| 第9話         | 鉄木真可汗（テムジン・ハーン）の台頭                     |
| 第10話        | 闊亦田（コイテン）の戦い                                 |
| 第11話        | 合答安（カダアン）の再会                                 |
| 第12話        | 也遂（イェスイ）・也速干（イェスゲン）を妃にする         |
| 第13話        | 乃蛮（ナイマン）族との戦い                               |
| 第14話        | 克烈（ケレイト）族との激戦                               |
| 第15話        | 講和交渉決裂                                             |
| 第16話        | 王汗と太陽（タヤン）汗の死                               |
| 第17話        | 札木合（ジャムカ）の最期を送る                           |
| 第18話        | 成吉思汗（チンギス・ハーン） 誕生                        |
| 第19話        | 遂に金国に宣戦                                           |
| 第20話        | 野狐嶺の決戦                                             |
| 第21話        | 耶律楚材との出会い                                       |
| 第22話        | 林木中の民の反乱                                         |
| 第23話        | 答剌（オトラル）城の隊商事件                             |
| 第24話        | 西征を決意する                                           |
| 第25話        | 後継者は窩闊台（オゴタイ）                               |
| 第26話        | 答剌（オトラル）・不花剌（ブカル）・忽氊（フザン）の落城 |
| 第27話        | 訶額侖（ホエルン）の死                                   |
| 第28話        | 摩訶末蘇丹（ムハンマド・スルタン）の無惨な最期           |
| 第29話        | 八魯湾（パルワーン）の戦役と長生（テングリ）の戒告       |
| 第30話 最終集 | 成吉思汗（チンギス・ハーン） 落命                        |

## DVD
- 日本版 『チンギス・ハーン』DVD-BOX計1組

発売元：コニービジョン、販売元：コニービデオ
画面サイズ：4：3